# Ourcq
Ourcq är en 87 km lång flod i nordöstra Frankrike. Ourcq har sin källa över Fére-in-Tardenois i departementet Aisne. Floden följer en bred dal och flyter efter 87 km samman med Marne strax under Lizy-sur-Ourcq.
Under 1800-talet leddes en del av flodsträckningen om för att bli en viktig kanal för Paris. När Ourcq når Paris får den namnet Saint-Martin-kanalen.